# Adolf von Hausch
Adolf von Hausch (* 21. Juni 1831 in Ludwigsburg; † 15. Juli 1900 in Faurndau) war ein deutscher Richter und Ministerialbeamter im Königreich Württemberg.

## Leben
Hauschs Eltern waren der Ludwigsburger Kaufmann Friedrich Hausch und seine Frau Helen geb. Hauff. Ab 1848 studierte Adolf Hausch an der Eberhard Karls Universität Tübingen Rechtswissenschaft. Am 26. Januar 1850 wurde er im Corps Rhenania Tübingen recipiert. 1853 bestand er das Examen. Er war Gerichtsassistent in Ravensburg (1857) und Aktuar in Künzelsau (1860) und Neckarsulm (1864). 1869 kam er als Kreisrichter in das Oberamt Hall. Er war ab 1871 in Stuttgart und wurde in Ulm Kreisgerichtsrat (1874) und Landgerichtsrat (1879). An das Württembergische Justizministerium berufen, wurde er 1884 Ministerialrat und vortragender Rat und 1889 Ministerialdirektor. 1890 kam er als Landgerichtspräsident an das Landgericht Ulm. Im selben Jahr wurde er nobilitiert und in den Württembergischen Staatsgerichtshof berufen. Von 1896 bis zu seinem Tod war er Senatspräsident und Chefpräsident des Oberlandesgerichts Stuttgart. 1898 wurde er Präsident des Staatsgerichtshofs. Als er 1900 pensioniert wurde, erhielt er Titel und Rang eines Geheimen Rates mit dem Prädikat Exzellenz. Er übersiedelte nach Faurndau, wo er wenig später mit 69 Jahren starb. Verheiratet war er seit 1865 mit Anna Kieber aus Neresheim. Aus der Ehe gingen fünf Töchter hervor. Er sammelte nach Rhenanias großer Suspension die Corpsbrüder und fasste sie in einem Altherrenverband zusammen. Er förderte die Pläne von Karl Hermann Siegeneger zum Bau des Rhenanenhauses und wurde 1891 zum Ehrenmitglied ernannt.